# Vogel Communications Group

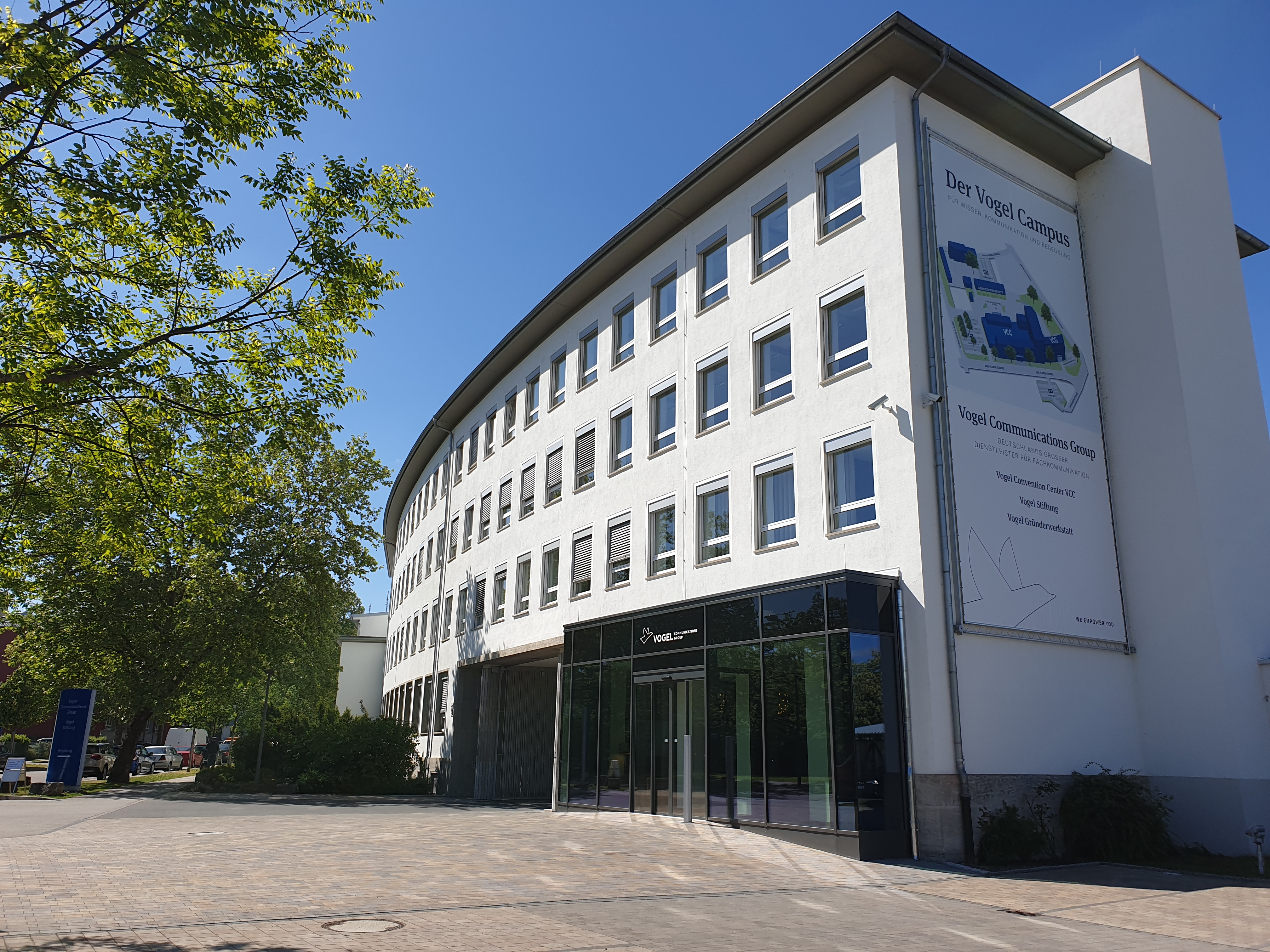
Campus der Vogel Communications Group, 2020

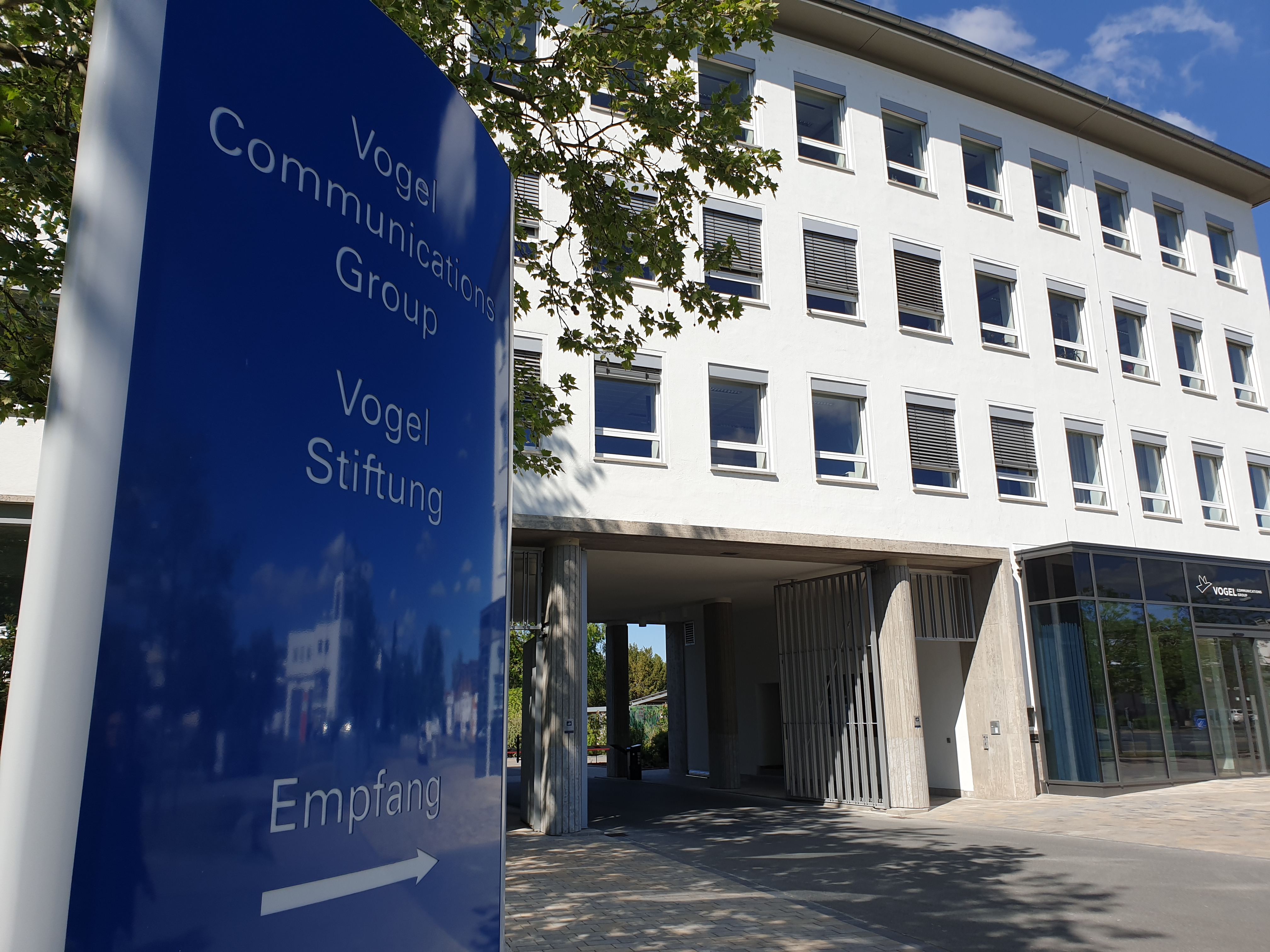
Eingang der Vogel Communications Group, 2020

Die Vogel Communications Group GmbH & Co. KG mit Sitz in Würzburg ist ein deutscher Anbieter für Fachkommunikation mit rund 700 Mitarbeitern.
Das Kerngeschäft besteht aus Agenturleistungen (Automated Communication, Corporate Publishing, Social Media Services, PR) und Fachmedien. Produziert werden Print- und Onlinemedien für verschiedene Branchen. Zu den Fachmedien gehören die Titel Automobil Industrie, MM MaschinenMarkt, MM Logistik, kfz-betrieb, konstruktionspraxis, IT-Business, IT-Insider-Portale, Elektronikpraxis, Process, elektrotechnik, Laborpraxis sowie die Informationsdienste der zur Gruppe gehörenden IWW Institut für Wissen in der Wirtschaft GmbH. Insgesamt umfasst das fachmediale Angebot jeweils über 100 Printmedien, Web-Portale und Business-Events.
Zur Vogel Communications Group zählen rund 20 Unternehmen und Beteiligungen in zwölf Ländern. Schwerpunkte sind dabei neben dem deutschsprachigen Markt vor allem Osteuropa und Asien.

## Unternehmen

### Organisation
Den Kern des Geschäftes bilden die Fachmedienaktivitäten, daneben gibt es mehrere Mediendienstleister: ngn, Vogel Corporate Media, schoesslers PR, Integrate Social sowie DataM. Stefan Rühling war von 2008 bis Anfang 2017 Vorsitzender der Geschäftsführung. Ab Mitte Januar 2017 teilten sich diese Position die drei Geschäftsführer Matthias Bauer (Sprecher), Florian Fischer und Günter Schürger. Seit Januar 2019 hat Matthias Bauer als CEO (Chief Executive Officer) die Funktion des Vorsitzenden der Geschäftsführung inne und Günter Schürger ist als COO (Chief Operation Officer) sein Stellvertreter. Vorsitzender des Aufsichtsrates war bis zu seinem Tod am 5. Januar 2022 der Verleger und Gesellschafter Kurt Eckernkamp (1935–2022). Der Aufsichtsrat ist familiengeleitet und bestellt die Geschäftsführer. Die Inhaberfamilien Eckernkamp-Vogel (40 %), Pugmeister (vertritt den Familienzweig von Karl Theodor Vogel) und von Wangenheim (je 30 %) entstammen alle der Gründerfamilie Vogel. Seit 2015 ist die Vogel Stiftung mit 16 Prozent der Anteile der Familie Eckernkamp-Vogel ein Stiftungsgesellschafter.

### Standorte und Beteiligungen
Neben dem Stammsitz in Würzburg hat das Unternehmen weitere nationale Niederlassungen in Augsburg, Berlin, Düsseldorf, Wiesbaden, Nordkirchen und München sowie internationale Standorte u. a. in der Schweiz, Indien und China. Zu den internationalen Aktivitäten des Unternehmens zählen Beteiligungen und Lizenzen in China, Korea, Thailand, Österreich, Polen, Tschechien, Türkei, Ukraine, Ungarn, Schweiz über Frankreich und USA.

## Geschichte

### Gründung
Das Unternehmen wurde 1891 von Carl Gustav Vogel (* 26. September 1868; † 8. März 1945) in Pößneck/Thüringen gegründet. Carl Gustav Vogel konzipierte ein als „Streu- und Wechselversand“ bezeichnetes Konzept, d. h. den themenabhängigen Vertrieb einer Fachzeitschrift an wechselnde Bezieher, wodurch sukzessive die Gesamtheit der relevanten Zielgruppe erreicht werden sollte. Die erste von ihm herausgegebene Publikation war das „Internationale Briefmarken Offertenblatt“. Weitere folgten bald, insbesondere der 1894 gegründete und heute noch verlegte „Maschinenmarkt“ (Fachzeitschrift des Jahres 2005 und 2015), der „Agrar Markt“ (1919), der „Export Markt“ (1921), das „Lastauto“ (1924), „Motor und Sport“ (1924, später: „Auto Motor und Sport“) und der „Radio Markt“ (1927). Die beiden Söhne des Gründers, Arthur Gustav (* 5. August 1889; † 23. Juni 1958) und Ludwig Vogel, stiegen recht bald aktiv in die Geschäftsleitung des Verlages in Pößneck ein, während Carl Gustav den Vogel Verlag ähnlich dem deutschen Modell ab 1930 in der Schweiz aufbaute, wo er im Jahre 1945 verstarb. Zu Kriegsbeginn 1939 war die Belegschaft des Unternehmens auf 940 Mitarbeiter angewachsen.

### Kriegsjahre

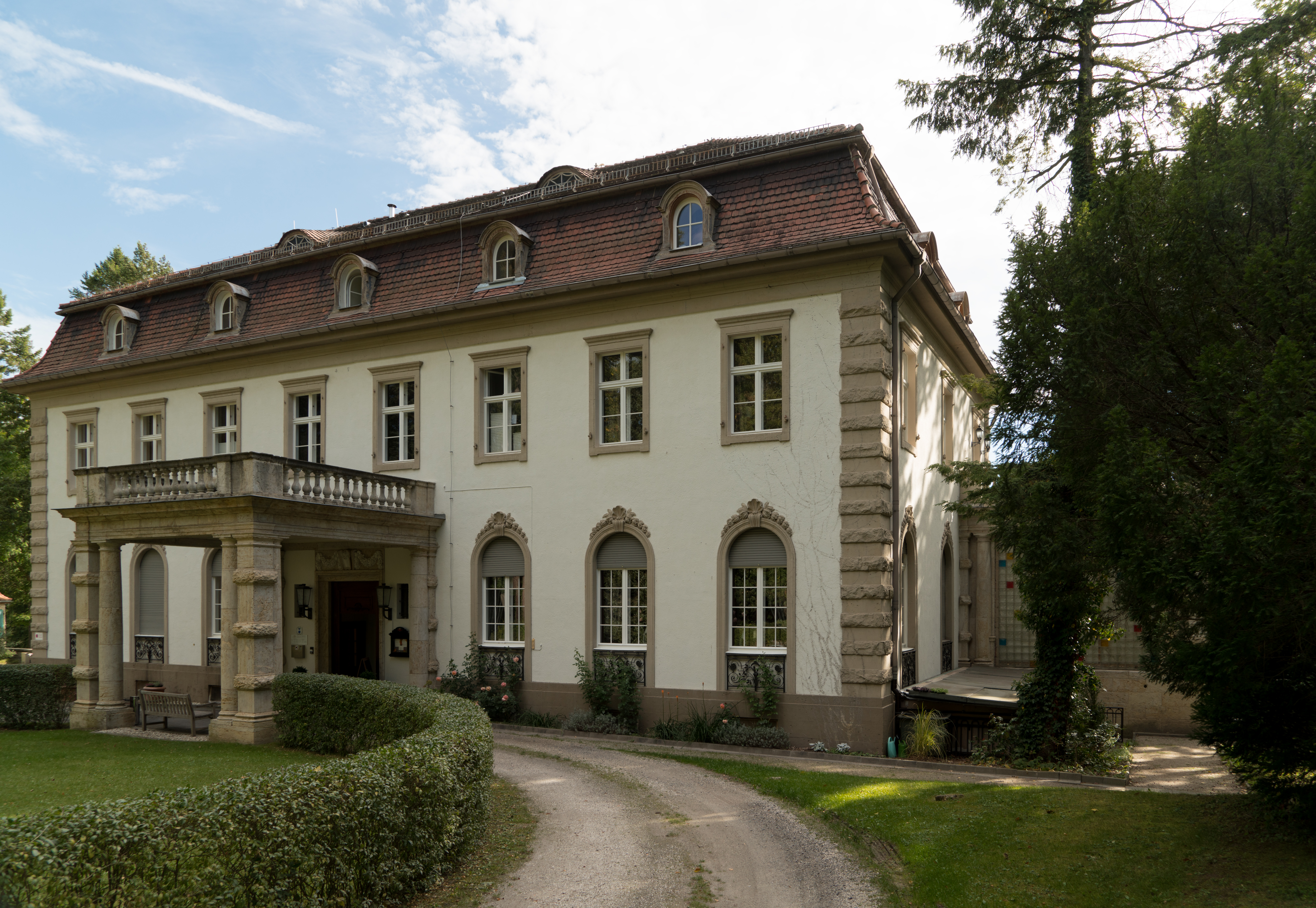
Villa Altenburg in Pößneck, Wohnhaus der Verlegerfamilie Vogel

Der  Verlag machte vor und nach dem Zweiten Weltkrieg eine schicksalhafte Entwicklung durch. Anfangs vom Wiedererstarken nach dem verlorenen Ersten Weltkrieg profitierend, fiel er durch seine internationale Ausrichtung bald in Ungnade des NS-Regimes. Auch anderweitig entstanden  Schwierigkeiten: Das erfolgreiche Prinzip des Wechselversandes wurde mangels Papier stark eingeschränkt, die Satzformate für Anzeigen wurden wesentlich verkleinert. Schließlich wurde zur Deckung des Kriegsbedarfes Material (vor allem Zink) aus den Druckereien abgezogen, und es ergingen reihenweise Zeitschriften-Einstellungsverfügungen an die Verlage. Diese katastrophale Lage führte dann schließlich von 1943 an zu den sogenannten „Kriegsarbeitsgemeinschaften“, d. h. Zeitschriften ähnlicher Thematik aus verschiedenen Verlagen wurden zwangsvereinigt, beispielsweise der aus vier zusammengelegten Industrietiteln notdürftig herausgegebene „Industriebedarf“. Aus den Fachzeitschriften der Vorkriegszeit waren wieder Offertenblätter geworden. Auf schlechtem Papier präsentierten sich im März 1945 eng gedrängt die letzten Kaufgesuche einer zusammenbrechenden Wirtschaft.
Die beiden Söhne Arthur Gustavs, Phillip und Karl Theodor, standen in der Kriegszeit im Heeresdienst. Phillip fiel 1944 in Frankreich, Karl Theodor kam in Schleswig-Holstein in Kriegsgefangenschaft. Als nach Kriegsende die 30. US-Infanteriedivision nach Pößneck einmarschierte und den Vogel Verlag in Beschlag nahm, versuchte Arthur Gustav den Verlag wieder aufzubauen. Doch ein sowjetischer Offizier inspizierte bereits das Unternehmen, um die Demontage der Anlagen vorzubereiten. Anschließend wurde er inhaftiert, konnte jedoch flüchten und erreichte am 19. Juli 1945 das in der US-Zone gelegene Coburg, wohin ihm nach ihrer Entlassung die beiden Kriegsgefangenen Ludwig und Karl Theodor Vogel folgten. Nach der Flucht der „Vogels“ verfiel das Unternehmen der Sequestration, also der Enteignung. Am 16. März 1945 begann schließlich die Volldemontage des Verlages.

### Neuaufbau
Ludwig Vogel (* 23. Juli 1900; † 21. Mai 1982) kämpfte gegen die Enteignung und für einen Wiederaufbau des Verlages in Pößneck. Er brachte es immerhin zum „Maschinenmarkt Ost“, den er aber nach Einführung der Planwirtschaft in der sowjetischen Besatzungszone wieder aufgeben musste. Das Ende war der Erlass des Ministerpräsidenten von Thüringen 1948, mit dem der Vogel Verlag in Pößneck enteignet und zum Eigentum des Volkes deklariert wurde. Vogel rettete die verbleibende Betriebsausstattung, deren Verkaufserlös eine wichtige Finanzierungshilfe für die Neugründung des Verlages in Coburg darstellte, in den Westen.
Ohne Maschinenpark kam nur das Verlagsgeschäft in Frage, und als die Amerikaner im Juli 1947 die generelle Erlaubnis zur Publikation textloser Anzeigenblätter gab, erhielt der Verlag von der Information Control Division (ICD) den begehrten Papierbezugsschein. Arthur Gustav Vogel hatte den Neustart des Verlages in einer 34 m² großen Baracke in Neuses bei Coburg vorbereitet. Gemeinsam mit seinem Bruder Ludwig und Sohn Karl Theodor (* 22. November 1914; † 5. Juli 2007), fünf kaufmännischen Angestellten, einer Stenotypistin, einem Stadtboten und zwei Lehrlingen gaben sie am 12. Februar 1948 den Haupt-Titel des Verlages, den „Maschinenmarkt“, wieder heraus.
Viele zwangsweise eingestellte Fachzeitschriften wurden nun wieder verlegt. Aber auch die Publikumszeitschrift „Motor und Sport“ kam, vereinigt mit dem Titel „Auto“ der beiden ehemaligen Rennfahrer Paul Pietsch und Ernst Dietrich-Troeltsch, von Stuttgart aus unter dem Titel „Auto motor und sport“ in dem gemeinsam gegründeten Verlagshaus Motor Presse Stuttgart wieder auf den Markt. Indessen plante das Management die Verlagerung des Unternehmens an einen verkehrsgünstigeren Standort mit Druck- und Verlags-Geschichte. Man fand das Ideal in Würzburg vor. Unter Führung des bereits aus Pößneck bekannten Architekten von Lamatsch entstand ein neues Druck- und Verlagsgebäude. Im Jahr 1952 begann schließlich die sukzessive Verlagerung des Unternehmens von Coburg nach Würzburg. Mit dem Tode Arthur Gustavs im Jahr 1958 endete endgültig die Pößnecker Gründer-Epoche.

### Standort Würzburg
Nach dem Tod Arthur Gustav Vogels im Jahr 1958 trat sein Sohn Karl Theodor Vogel dessen Nachfolge in der Führung des Unternehmens an. 1966 entschlossen sich die Verleger neben einer effizienteren Gestaltung von Arbeitsabläufen zur Einführung einer neuen Führungsordnung, dem Harzburger Modell. Kernstück dieses von der Akademie für Führungskräfte der Wirtschaft entwickelten Ansatzes ist die Delegation von Kompetenzen und Verantwortung. Im Zuge dieser neuen Führungsordnung trat Kurt Eckernkamp, Schwiegersohn des Verlegers Ludwig Vogel, 1970 als designierter Nachfolger in das Unternehmen ein. Er entwickelte und publizierte 1978 die erste deutsche Computerzeitschrift CHIP.
Bei einer Neuordnung der Führungsstruktur wurden 1974 operationale und Verwaltungsratsaufgaben voneinander getrennt. Kurt Eckernkamp und  Friedrich Fischer übernahmen die Geschäftsführung und internationalisierten das Verlagsgeschäft der Vogel-Gruppe. Mitte der 1990er Jahre erfolgte der Übergang vom familien- zum managementgeführten Unternehmen und die Gründung einer Management-Holding. Zu seinem 60. Geburtstag übertrug Eckernkamp die operationalen Aufgaben an die Holding-Geschäftsführung und wurde Vorsitzender des Aufsichtsrates. Von 2001 an übernahm Claus Wüstenhagen die Holding-Geschäftsführung der Vogel Business Media. Nach Bündelung der Fachmedienaktivitäten in der Vogel Business Media führte er die Geschäftsführung von 2003 bis März 2008 fort. Danach hatte Stefan Rühling bis Januar 2017 die Geschäftsführung des managementgeführten Familienunternehmens inne. Danach teilten sich diese Position die drei Geschäftsführer Matthias Bauer (Sprecher), Florian Fischer und Günter Schürger. Seit Januar 2019 hat Matthias Bauer als CEO (Chief Executive Officer) die Funktion des Vorsitzenden der Geschäftsführung inne, Günter Schürger ist als COO (Chief Operation Officer) sein Stellvertreter.
Mit dem Ziel der multimedialen Vermittlung von Fachinformationen wandte sich die Vogel Business Media ab 2005 verstärkt der Digitalisierung zu. Die zu diesem Zweck gegründete Vogel Future Group wurde mit der Entwicklung eines digitalen Geschäftsmodells beauftragt. Zusätzlich wurden weitere Akquisitionen getätigt: für Wirtschaftspublizistik der vom Verlag in Augsburg (heute Vogel IT-Medien), Cypress in Höchberg, das IWW Institut (RWS) in Düsseldorf und 2006 die Compress AG in Zürich. 2005 trennte sich das Unternehmen von seiner Beteiligung an der Motor Presse Stuttgart (heute Gruner + Jahr) und vom Druckgeschäft (heute Vogel Druck und Medienservice GmbH – Teil der Bertelsmann Printing Group). In den dadurch zur Verfügung stehenden ehemaligen Produktionsstätten des Verlagsunternehmens entstand 2006 das Vogel Convention Center (VCC), ein Tagungs- und Kongresszentrum. 2007 wurde das Gemeinschaftsunternehmen Vogel Burda Medien, in dem die Computerzeitschrift Chip erschien, vollständig von Hubert Burda Media übernommen. Es folgte die Einrichtung eines Vogel Campus für Wissen, Kommunikation und Begegnung auf dem Würzburger Firmengelände, mit einer Gründerwerkstatt. Seit 2011 werden die Berliner Aktivitäten ausgebaut. Seit 1. Juni 2018 firmiert das Unternehmen unter dem neuen Firmennamen Vogel Communications Group GmbH & Co. KG und versteht sich als ganzheitlicher Dienstleister für B2B-Kommunikation.